# Borosd
Borosd (németül: Weingraben, horvátul: Bajngrob) község Ausztriában, Burgenland tartományban, a Felsőpulyai járásban.

## Fekvése
Felsőpulyától 13 km-re nyugatra a Lánzséri-hegység déli lábánál fekszik.

## Története
A Várvidéknek ez a része már a történelem előtti időkben is lakott volt. Az i. e. 2. században kelták éltek itt, akik már vaskohászattal is foglalkoztak. A római korban a terület Pannónia tartományhoz tartozott, majd a népvándorlás idején is lakott maradt. A germán törzseket avarok és szlávok követték. 800 körül Nagy Károly e területet az Ostmark tartományhoz csatolta és bajor, valamint frank telepesekkel telepítette be. A magyarok a 10. század elején terjesztették ki uralmukat erre a vidékre, mely a 12. században a lánzséri váruradalomhoz került.
Határában találhatók annak a "castrum de Leva" azaz Léva váraként említett várnak a maradványai, melyet két 1277-ben és 1282-ben kelt oklevélben is említenek, de további sorsa nem ismert
A település a 16. század közepén keletkezett, telepítője valószínűleg Császár Miklós volt, aki 1562-ben lett Lánzsér ura és aki délről menekült horvátokat telepített ide. Borosd és a szomszédos Császárfalu bár horvát lakossága csökkent, ma is horvát nyelvszigetet alkot a Felsőpulyai járásban.  1612-ben a település az uradalommal együtt az Esterházy család birtoka lett. 1647-ben megnyílt a szomszédos Császárfalu iskolája, ahol Borosd gyermekei is tanultak. A kuruc háborúk megkímélték a települést és a napóleoni háborúkat is épségben átvészelte, azonban 1831-ben súlyos kolerajárvány pusztította. 1848 után lakói ismert sertéskereskedők voltak a Monarchia vásárain, de sokan éltek a mezőgazdaságból, kézművességből, erdei munkákból is.
Vályi András szerint "VEINGRÁBEN. Horvát falu Sopron Várm. földes Ura H. Eszterházy Uraság, lakosai katolikusok, fekszik Tsászárfalvához közel, és annak filiája, Sopronhoz 3 6/8 mértföldnyire; határja hegyes, 2 nyomásbéli, rozsot leginkább, árpát, zabot, és pohánkát is terem, szőleje nints, réttye tsekély, erdője elég van."
Fényes Elek szerint "Weingraben, német falu, Sopron vmegyében, Sopronhoz délnyugotra, Ausztria szélén 3 1/4 mfd. 350 kath. lak. Van 300 h. sovány földje, 24 h. rétje, 500 h. tölgyes, fenyves uradalmi erdeje. Birja herczeg Eszterházy."
1910-ben 570, túlnyomórészt horvát lakosa volt.
A trianoni békeszerződésig Sopron vármegye Felsőpulyai járásához tartozott, majd 1921-ben Ausztriához került. 1971-ben Császárfalu és Borosd egy nagyközségben egyesült, 1991-óta ismét önálló község lett. 2001-ben 389 lakosából 207 német és 168 horvát volt.

## Nevezetességei
- A község határában az erdőben egy sziklás hegygerincen egy kisebb várhely található, melyet a népnyelv "Ödes Schoss" néven ismer. A várhelyet széles árok övezi. A történészek a vármaradványokat a 13. századi oklevelekben említett Léva várával azonosítják. A vár még a középkorban elpusztulhatott, története, sorsa ismeretlen.
- A várromtól nem messze egy ismeretlen eredetű templomrom is található.
- Szent Mária Magdolna tiszteletére szentelt római katolikus temploma.
- A község területén 13 millió éves, Közép-Európában egyedülálló növényi és rovar fossziliákat találtak, melyek 47 különböző fajtól származnak.